# Idiacanthus fasciola
Espèce
Synonymes
- Bathyophis ferox Günther, 1878[2]
- Idiacanthus ferox (Günther, 1878)[2]
- Stylophthalmus paradoxus Brauer, 1902[2]

Statut de conservation UICN

 LC  : Préoccupation mineure
Idiacanthus fasciola (du grec idia = propre et akantha = épine) , ou Idiacanthe ruban, est une espèce de poissons-dragons appartenant à la famille des Stomiidae. On le trouve à 1800 mètres de profondeur, dans la zone bathypélagique, principalement dans l'Océan Atlantique, l'Est de l'Océan Indien et l'Ouest de l'Océan Pacifique. La difficulté d'étudier de tels spécimens dans leur milieu réduit considérablement les informations à leur sujet.

## Description
Idiacanthus fasciola présente un fort dimorphisme sexuel. En effet les mâles sont strictement différents par rapport à la femelle et ne servent "que" de reproducteurs.
Les individus femelles présentent un corps filiforme, semblable à un serpent. Ils mesurent environ 35 cm, pouvant aller jusqu'à 50 cm pour les individus les plus gros. Ils possèdent une longue nageoire dorsale, semblable à une crête, qui semble aller de la tête jusqu'à la queue. I. fasciola possède aussi une nageoire caudale et anale, mais pas de nageoire adipeuse. Des nageoires pectorales sont présentes pendant le stade larvaire mais disparaissent ensuite. On remarque également la présence de dents tranchantes montrant le régime carnivore du poisson, ainsi qu'un barbillon émettant de la lumière et une rangée de photophores sur les côtés. Le poisson-dragon utilise la bioluminescence produite par son barbillon pour créer un leurre et attirer ses proies.
Le mâle,quant à lui,ne mesure qu'entre 3 et 7 cm. Il ne possède ni de barbillon, ni de dents, et ni de nageoire pelvienne.

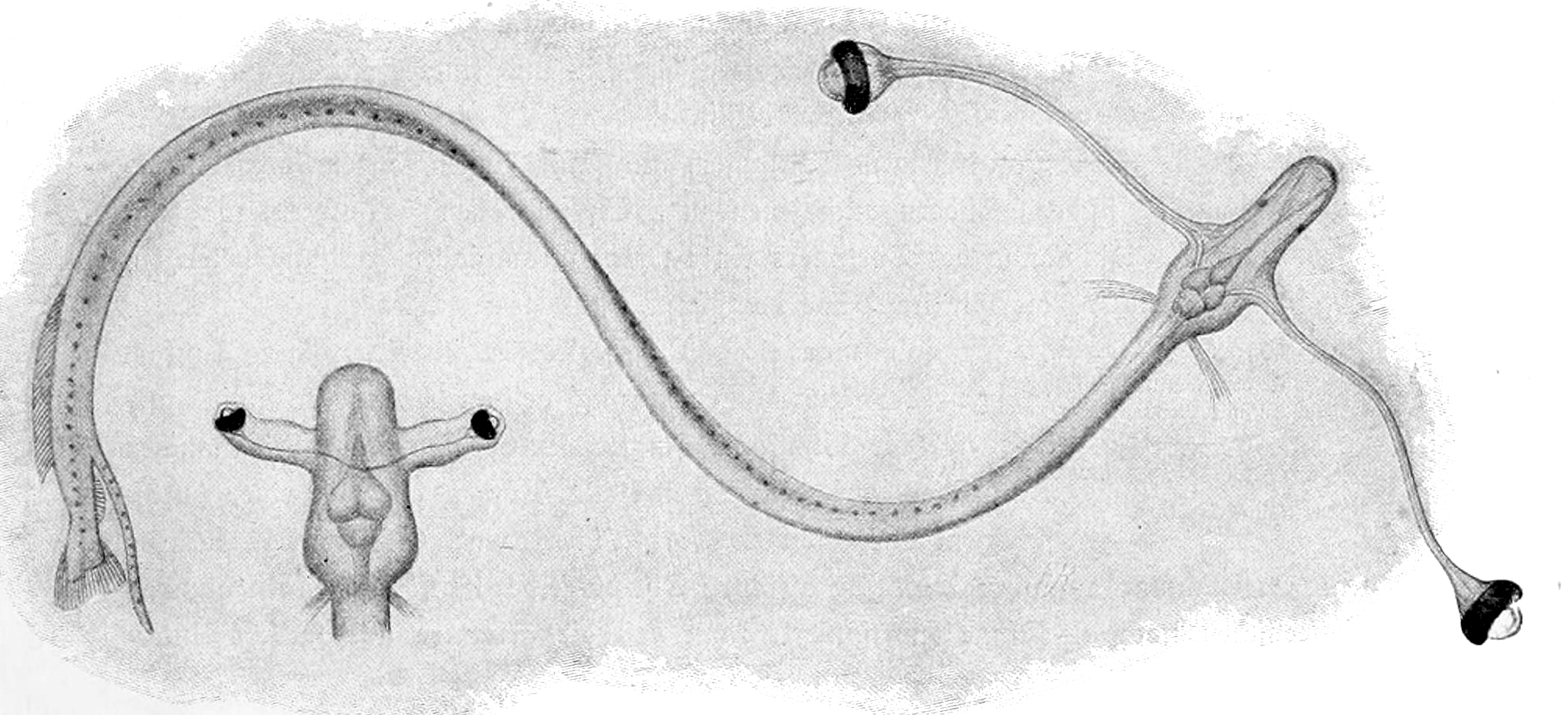
Larve d’I. fasciola

Le poisson-dragon subit tout au long de sa vie une métamorphose. Il passe ainsi par un stade larvaire, remarquable par ses deux yeux suspendus par des tubes disposés des deux côtés de la tête. La larve fait partie du zooplancton.

## Alimentation
Les femelles d’I. fasciola, comme de nombreux poissons abyssaux, entreprennent une migration verticale durant la nuit pour aller chercher ses proies. Les adultes ont une alimentation carnivores, se nourrissant de poissons pouvant mesurer leur taille. On a remarqué qu'ils se nourrissaient surtout de poissons-lanterne, comme ceux du genre Diaphus. Ils mangeraient aussi du   zooplancton et des diatomées.